# 高階宗章
高階 宗章（たかしな の むねあき、寛治5年（1091年） - 没年不詳）は、平安時代後期の貴族。木工頭・高階為章の子。官位は正四位下・加賀守。

## 経歴
承徳2年（1098年）白河院の院蔵人に補せられる。蔵人所雑色を経て、康和4年（1102年）正月に六位蔵人兼右近衛将監に任ぜられると、2月には早くも従五位下に叙爵した。
翌康和5年（1103年）筑前守に任ぜられると、長治2年（1105年）越中守、永久元年（1113年）若狭守、保安2年（1121年）遠江守、大治4年（1129年）加賀守と、白河院政期から鳥羽院政期初頭にかけてほぼ30年に亘って5ヶ国の受領を務める。受領の傍らで、右衛門佐・中務権大輔も兼帯し、位階は正四位下に至った。
長承元年（1132年）加賀守を辞任し、以降古記録類に現れないことから、まもなく出家もしくは没したか。

## 官歴
- 承徳2年（1098年） 6月13日：院蔵人[1]
- 康和4年（1102年） 正月15日：六位蔵人、元蔵人所雑色[1]。正月23日：兼右近衛将監?[2]。2月2日：従五位下[1]
- 康和5年（1103年） 2月30日：筑前守[3]
- 長治2年（1105年） 12月30日：越中守、元筑前守[1]
- 嘉承3年（1108年） 正月24日：右衛門佐、守如元[1]、見正五位下?[4]
- 永久元年（1113年） 12月17日：若狭守、元越中守[5]
- 永久3年（1115年） 2月12日：従四位下[5]、止佐?[4]
- 保安2年（1121年） 12月29日：遠江守、元若狭守[6]
- 大治3年（1128年） 12月：見中務権大輔兼遠江守[7]
- 大治4年（1129年） 12月25日：加賀守、元遠江守、見正四位下[1]
- 長承元年（1132年） 閏4月4日：辞守[1]

## 系譜
注記のないものは『尊卑分脈』による。
- 父：高階為章
- 母：不詳
- 生母不詳の子女
  - 男子：高階盛章
  - 男子：高階清章
  - 男子：玄縁（1113-1179）[8] - 興福寺別当